# Pulaski (herramienta)

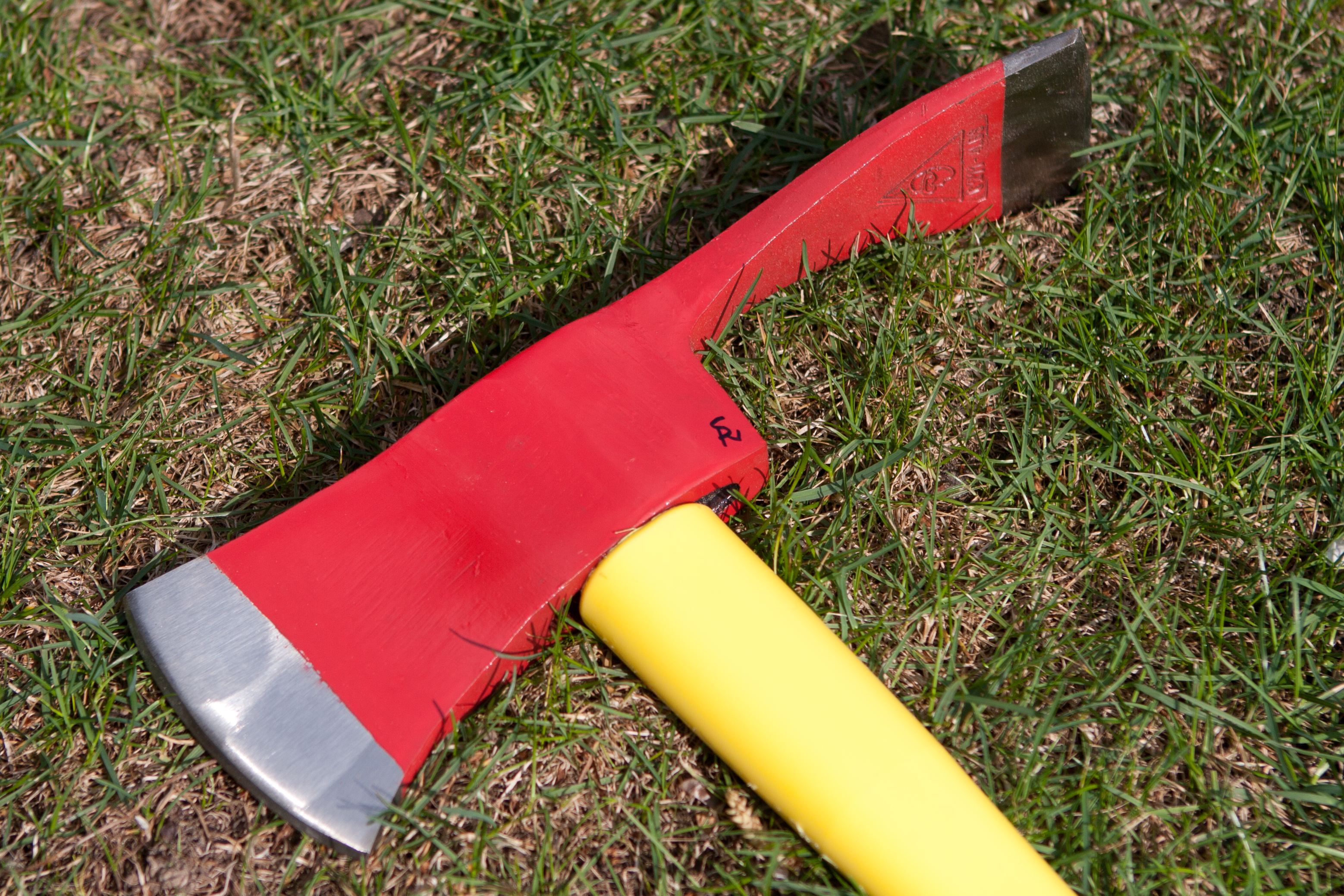
Cabeza de un Nupla PA375-LESG Pulaski

La Pulaski o Hacha-Azada es una herramienta de mano especial utilizada en incendios forestales.
La herramienta combina un hacha y una azada en una sola cabeza, similar a la piqueta, con un mango rígido de madera, plástico o fibra de vidrio. La Pulaski es una herramienta versátil para la construcción de cortafuegos, ya que se puede utilizar tanto para excavar tierra como para cortar madera. También está bien adaptado para la construcción de senderos, jardinería y otros trabajos al aire libre. Como herramienta de jardinería o excavación es eficaz para cavar agujeros en suelos duros o con raíces.
La invención de la Pulaski se atribuye a Ed Pulaski, un guardabosques asistente del Servicio Forestal de los Estados Unidos, en 1911, aunque una herramienta similar fue introducida por primera vez en 1876 por la Compañía de Herramientas Collins. Ed Pulaski fue famoso por tomar medidas para salvar las vidas de una dotación de 45 bomberos durante los desastrosos incendios de agosto de 1910 en Idaho. Su invención (o reinvención) de la herramienta que lleva su nombre puede haber sido el resultado del desastre, ya que vio la necesidad de mejores herramientas para combatir incendios. Ed Pulaski refinó aún más la herramienta en 1913, y entró en uso en la región de las Montañas Rocosas. En 1920, el Servicio Forestal comenzó a contratar la fabricación comercial de la herramienta, pero su uso permaneció regional durante algunos años. La herramienta se convirtió en un estándar nacional en la década de 1930.
Se desaconseja levantar la herramienta por encima de la cabeza del usuario mientras se balancea, ya que esto desperdicia energía y crea un peligro para la seguridad.
Una herramienta con iniciales ("E.P."), que supuestamente pertenecía al propio Pulaski, forma parte de la colección de la Institución Smithsonian en el Museo Minero del Distrito de Wallace en Wallace, Idaho.